# Xysticus pygmaeus
Xysticus pygmaeus är en spindelart som beskrevs av Viktor Tysjtjenko 1965. Xysticus pygmaeus ingår i släktet Xysticus och familjen krabbspindlar.
Artens utbredningsområde är Kazakstan. Inga underarter finns listade i Catalogue of Life.